# DFB-Pokal 2025-2026
La DFB-Pokal 2025-2026 è la 83ª edizione della Coppa di Germania. E' iniziata il 15 agosto 2025 e si concluderà il 23 maggio 2026.

## Calendario
| Turno            | Sorteggio        | Partite                                      |
| ---------------- | ---------------- | -------------------------------------------- |
| Primo turno      | 15 giugno 2025   | 15-18 agosto e 26-27 agosto 2025             |
| Secondo turno    | 31 agosto 2025   | 28-29 ottobre 2025                           |
| Ottavi di finale | 2 novembre 2025  | 2-3 dicembre 2025                            |
| Quarti di finale | 7 dicembre 2025  | 3-4 febbraio e 10-11 febbraio 2026           |
| Semifinali       | 15 febbraio 2026 | 21 e 22 aprile 2026                          |
| Finale           | 15 febbraio 2026 | 23 maggio 2026 all'Olympiastadion di Berlino |

## Squadre partecipanti
La competizione si svolge su sei turni ad eliminazione a gara secca. Sono 64 le squadre qualificate al torneo:
| Bundesliga tutte le squadre dell'edizione 2024-2025 | 2. Bundesliga tutte le squadre dell'edizione 2024-2025 | 3. Liga le prime 4 classificate dell'edizione 2024-2025             | Rappresentanti regionali 24 club vincitori delle coppe organizzate dai 21 comitati regionali della DFB nella stagione 2024-2025, più un club aggiuntivo a testa per i 3 comitati con più squadre qualificate. |
| - Augusta - Union Berlino - Bochum - Werder Brema - Borussia Dortmund - Eintracht Francoforte - Friburgo - Heidenheim - Hoffenheim - Holstein Kiel - RB Lipsia - Bayer Leverkusen - Magonza - Borussia M'gladbach - Bayern Monaco - St. Pauli - Stoccarda - Wolfsburg | - Eintracht Braunschweig - Hertha Berlino - Darmstadt - Fortuna Düsseldorf - Elversberg - Greuther Fürth - Amburgo - Hannover 96 - Kaiserslautern - Karlsruhe - Colonia - Magdeburgo - Norimberga - Preußen Münster - Paderborn - Jahn Ratisbona - Schalke 04 - Ulma | - Arminia Bielefeld - Dinamo Dresda - Saarbrücken - Energie Cottbus | - Baden settentrionale - Sandhausen - Baviera - Illertissen - Schweinfurt 05 - Berlino - BFC Dynamo - Brandeburgo - RSV Eintracht 1949 - Brema - Hemelingen - Amburgo - Eintracht Norderstedt - Assia - Wehen - Meclemburgo-Pomerania Anteriore - Greifswalder FC - Renania centrale - Viktoria Colonia - Renania meridionale - Rot-Weiss Essen - Bassa Sassonia - BW Lohne - Atlas Delmenhorst - Renania-Palatinato - Engers - Saarland - Homburg - Sassonia - SC Lokomotive Lipsia - Sassonia-Anhalt - Hallescher - Schleswig-Holstein - Lubecca - Baden meridionale - Bahlinger SC - Sud ovest - Pirmasens - Turingia - Meuselwitz - Vestfalia - Gütersloh - Sportfreunde Lotte - Württemberg - Sonnenhof G. |

## Primo turno
| Squadra 1              | Risultato             | Squadra 2             |
| ---------------------- | --------------------- | --------------------- |
| 15 agosto 2025         |                       |                       |
| Gütersloh              | 0 - 5                 | Union Berlino         |
| Sonnenhof G.           | 0 - 4                 | Bayer Leverkusen      |
| Saarbrücken            | 1 - 3                 | Magdeburgo            |
| Arminia Bielefeld      | 1 - 0                 | Werder Brema          |
| 16 agosto 2025         |                       |                       |
| BFC Dynamo             | 1 - 3 (dts)           | Bochum                |
| Pirmasens              | 1 - 2 (dts)           | Amburgo               |
| Eintracht Norderstedt  | 0 - 0 (dts) (2-3 dtr) | St. Pauli             |
| Hansa Rostock          | 0 - 4                 | Hoffenheim            |
| Sandhausen             | 2 - 4                 | RB Lipsia             |
| Bahlinger SC           | 0 - 5                 | Heidenheim            |
| Illertissen            | 3 - 3 (dts) (9-8 dtr) | Norimberga            |
| Hemelingen             | 0 - 9                 | Wolfsburg             |
| Lubecca                | 1 - 2                 | Darmstadt             |
| Energie Cottbus        | 1 - 0                 | Hannover 96           |
| Sportfreunde Lotte     | 0 - 2                 | Friburgo              |
| 17 agosto 2025         |                       |                       |
| Engers                 | 0 - 5                 | Eintracht Francoforte |
| Viktoria Colonia       | 1 - 3                 | Paderborn             |
| Atlas Delmenhorst      | 2 - 3                 | Borussia M'gladbach   |
| SC Lokomotive Lipsia   | 0 - 1 (dts)           | Schalke 04            |
| Jahn Ratisbona         | 1 - 2                 | Colonia               |
| BW Lohne               | 0 - 2                 | Greuther Fürth        |
| Meuselwitz             | 0 - 5                 | Karlsruhe             |
| RSV Eintracht 1949     | 0 - 7                 | Kaiserslautern        |
| Homburg                | 0 - 2                 | Holstein Kiel         |
| Hallescher             | 0 - 2                 | Augusta               |
| Ulma                   | 0 - 1                 | Elversberg            |
| 18 agosto 2025         |                       |                       |
| Preußen Münster        | 0 - 0 (dts) (3-5 dtr) | Hertha Berlino        |
| Schweinfurt 05         | 2 - 4                 | Fortuna Düsseldorf    |
| Dinamo Dresda          | 0 - 1                 | Magonza               |
| Rot-Weiss Essen        | -                     | Borussia Dortmund     |
| 26 agosto 2025         |                       |                       |
| Eintracht Braunschweig | -                     | Stoccarda             |
| 27 agosto 2025         |                       |                       |
| Wehen                  | -                     | Bayern Monaco         |